# آلن آرکین
آلن وولف آرکین (به انگلیسی: Alan Wolf Arkin؛ ۲۶ مارس ۱۹۳۴ – ۲۹ ژوئن ۲۰۲۳) بازیگر، کارگردان، تهیه‌کننده و فیلم‌نامه‌نویس اهل ایالات متحده آمریکا بود. او کارش را در کمدی و تئاتر آغاز کرد. او در طول شش دهه فعالیت، افتخارات گوناگونی شامل یک جایزهٔ اسکار، یک جایزهٔ بفتا و یک جایزهٔ تونی کسب کرد.
آرکین حرفه‌اش را با اجرا در کمدی نمایشی آغاز کرد و سپس در تئاتر برادوی به فعالیت پرداخت. او بابت بازی در نمایش Enter Laughing اثر جوزف استاین، برندهٔ جایزهٔ تونی بازیگر برگزیده در نمایش شد. او با بازی در نمایشن کمدی Luv در ۱۹۶۴ به برادوی بازگشت و پسران آفتاب (۱۹۷۱) اثر نیل سایمون را کارگردانی کرد که برای آن نامزد جایزهٔ تونی شد.

## سنین جوانی و تحصیل
آرکین در ۲۶ مارس ۱۹۳۴ در بروکلین، نیویورک، به عنوان پسر دیوید آرکین، نقاش و نویسنده، و همسرش بئاتریس ورتیس، معلم، متولد شد. او در یک خانوادهٔ یهودی «بدون تأکید بر دین» بزرگ شد. پدربزرگ و مادربزرگ او مهاجران یهودی از اوکراین، روسیه و آلمان بودند. پدر و مادرش زمانی که آلن ۱۱ ساله بود به لس آنجلس نقل مکان کردند، اما اعتصاب ۸ ماههٔ هالیوود، به قیمت کار پدرش به عنوان طراح صحنه تمام شد. در طول دههٔ ۱۹۵۰، والدین آرکین به کمونیست بودن متهم شدند و پدرش به دلیل امتناع از پاسخ دادن به سؤالات مربوط به ایدئولوژی سیاسی خود اخراج شد. دیوید آرکین اخراج را به چالش کشید، اما او تنها پس از مرگش تبرئه شد.
آرکین که از ۱۰ سالگی دروس بازیگری را گذرانده بود، دانشجوی بورسیه در آکادمی‌های نمایشی مختلف شد، از جمله یکی از آکادمی‌هایی که توسط دانش‌آموز استانیسلاوسکی، بنیامین زماچ اداره می‌شد، که به آرکین رویکرد روان‌شناختی بازیگری آموخت. آرکین از سال ۱۹۵۱ تا ۱۹۵۳ در کالج ایالتی لس آنجلس شرکت کرد. او همچنین در کالج بنینگتون شرکت کرد.

## آوازخوانی
او با دو دوستش، گروه فولک The Tarriers را تشکیل داد که در آن آرکین آواز می‌خواند و گیتار می‌نواخت. اعضای گروه در سال ۱۹۵۶ آهنگ موفق گروه "The Banana Boat Song" را ساختند، یک بازسازی، با برخی اشعار جدید، از یک آهنگ سنتی جامائیکایی کالیپسو به همین نام، همراه با دیگری با عنوان "Hill and Gully Rider". 30] در همان سالی که نسخه موفق هری بلافونته شناخته شده بود، به شماره ۴ جدول مجله بیلبورد رسید. این گروه در سال ۱۹۵۷ در فیلم استثمار کالیپسو موج گرمای کالیپسو با خواندن "آهنگ قایق موز" و "چوکون" ظاهر شد. آرکین یکی از اعضای گروه The Tarriers بود که آنها "سیندی، اوه سیندی" را ضبط کردند که در صدر جدول قرار گرفت.
از سال ۱۹۵۸ تا ۱۹۶۸، آرکین با گروه فولکلور کودکان The Baby Sitters اجرا و ضبط کرد. او همچنین نقش دکتر پانگلوس را در اجرای کنسرت اپرت Candide اثر لئونارد برنشتاین در کنار Cunegonde مدلین کان اجرا کرد. در سال ۱۹۸۵، او دو انتخاب از جونز و اشمیت را در آلبوم Contemporary Broadway Revisited بن باگلی خواند.

## زندگی شخصی
آرکین سه بار ازدواج کرد که دو بار به طلاق منجر شد. او و جرمی یافه (۱۹۶۱–۱۹۵۵) دو پسر داشتند: آدام آرکین، متولد ۱۹ اوت ۱۹۵۶، و متیو آرکین، متولد ۲۱ مارس ۱۹۶۰. او از سال ۱۹۶۴ تا ۱۹۹۴ با باربارا دانا بازیگر و فیلمنامه‌نویس ازدواج کرد. در سال ۱۹۶۷، آنها صاحب پسری به نام آنتونی (تونی) دانا آرکین شدند. در سال ۱۹۹۶، آرکین با روان درمانگر، سوزان نیولندر، ازدواج کرد که نام خانوادگی او را برای شخصیت خود نورمن نیولندر در روش کومینسکی برگزید.

## فیلم‌شناسی
از جمله فیلم‌ها یا برنامه‌های تلویزیونی که وی در آن‌ها نقش داشته‌است، می‌توان به آثار زیر اشاره کرد:
- روس‌ها می‌آیند، روس‌ها می‌آیند (۱۹۶۶)
- زن ضربدر هفت (۱۹۶۷)
- تا تاریکی صبر کن (۱۹۶۷)
- بازرس کلوزو (۱۹۶۸)
- قلب یک شکارچی تنهاست (۱۹۶۸)
- پوپی (۱۹۶۹)
- مانیتورها (۱۹۶۹)
- تبصره ۲۲ (۱۹۷۰)
- سیمون (۱۹۸۰)
- آخرین تک‌شاخ (۱۹۸۲)
- ادوارد دست‌قیچی (۱۹۹۰)
- هاوانا (۱۹۹۰)
- موشک‌زن (۱۹۹۱)
- گلن‌گری گلن راس (۱۹۹۱)
- پس من با یک قاتل تبربه‌دست ازدواج کردم (۱۹۹۳)
- تابستان هندی (۱۹۹۳)
- گرفتن گرما (۱۹۹۳)
- شمال (۱۹۹۴)
- شب مادر (۱۹۹۶)
- گاتاکا (۱۹۹۷)
- گراس پوینت بلنک (۱۹۹۷)
- زاغه‌های بورلی هیلز (۱۹۹۸)
- یعقوب کذاب (۱۹۹۹)
- دلبر آمریکایی (۲۰۰۱)
- سیزده گفتگو در مورد یک چیز (۲۰۰۱)
- اروس (۲۰۰۴)
- نوئل (۲۰۰۴)
- دیوار آتش (۲۰۰۶)
- میس سان‌شاین کوچولو (۲۰۰۶)
- بابا نوئل ۳ (۲۰۰۶)
- استرداد (۲۰۰۷)
- اسمارت را بگیر (۲۰۰۸)
- آفتاب تمیز کردن (۲۰۰۸)
- مارلی و من (۲۰۰۸)
- زندگی شخصی پیپا لی (۲۰۰۹)
- جزیره شهر (۲۰۰۹)
- تغییر کردن (۲۰۱۱)
- ماپت‌ها (۲۰۱۱)
- آرگو (۲۰۱۲)
- برت واندراستون باورنکردنی (۲۰۱۳)
- مبارزه کینه (۲۰۱۳)
- عاشق کوپرها باش (۲۰۱۵)
- مد روز (۲۰۱۷)
- دامبو (۲۰۱۹)
- سسمی استریت (۱۹۷۱–۱۹۷۰)
- بوجک هورسمن (۲۰۱۶–۲۰۱۵)